# Stormvloed van 1322
De Stormvloed van 1322 betrof een overstroming in 1322 waarbij grote delen van het Nederlandse rivierengebied onder water kwamen te staan. Vooral Zeeland en Zuid-Holland werden zwaar getroffen, maar ook Noord-Holland, Friesland, Groningen. en de gebieden langs de grote rivieren de Rijn, Waal en IJssel kwamen onder water. Het aantal doden is niet bekend. Wel kan gezegd worden dat het aantal doden in het zuiden van Nederland, langs de rivieren, en in Vlaanderen het hoogst zal hebben gelegen.

## Gevolgen voor Vlaanderen
In Vlaanderen werden vrijwel alle kusteilandjes weggespoeld.
838 · 1014 · 1042 · 1134 · 1163 · 1164 · 1170 · 1196 · 1212 · 1214 · 1219 · 1220 · 1221 · 1248/1249 · 1277 · 1280 · 1282 · 1287 · 1288 (I) · 1288 (II) · 1322 · 1334 · 1362 · 1374 · 1375 · 1377 · 1404 · 1421 · 1424 · 1468 · 1477 · 1509 · 1514 · 1530 · 1532 · 1552 · 1566 · 1570 · 1610 · 1643 · 1651 · 1675 · 1682 · 1686 · 1703 · 1717 · 1726 · 1741 · 1775 · 1776 · 1784 · 1799 · 1808 · 1809 · 1820 · 1825 · 1855 · 1861 (I) · 1861 (II) · 1877 · 1906 · 1916 · 1926 · 1953 · 1962 · 1993 · 1995 · 2006 · 2021